# Poseč
Poseč (německy Poschitz) je malá vesnice a část obce Otročín v okrese Karlovy Vary v Karlovarském kraji. Nachází se asi dva kilometry východně od Otročína. Vede jí železniční trať Rakovník – Bečov nad Teplou. Poseč je také název katastrálního území o rozloze 4,64 km².

## Historie
První písemná zmínka o vesnici pochází z roku 1490.

## Obyvatelstvo
Při sčítání lidu v roce 1921 ve vsi žilo 202 obyvatel (z toho 87 mužů) německé národnosti a římskokatolického vyznání. Podle sčítání lidu z roku 1930 měla vesnice 203 obyvatel: jednoho Čechoslováka a 202 Němců. Všichni byli římskými katolíky.
| Rok            | 1869 | 1880 | 1890 | 1900 | 1910 | 1921 | 1930 | 1950 | 1961 | 1970 | 1980 | 1991 | 2001 | 2011 | 2021 |
| -------------- | ---- | ---- | ---- | ---- | ---- | ---- | ---- | ---- | ---- | ---- | ---- | ---- | ---- | ---- | ---- |
| Počet obyvatel | 175  | 220  | 198  | 186  | 190  | 202  | 203  | 89   | 76   | 58   | 52   | 56   | 48   | 49   | 30   |
| Počet domů     | 34   | 34   | 34   | 34   | 35   | 35   | 37   | 26   | —    | 17   | 19   | 17   | 20   | 22   | 22   |

## Obecní správa
Při sčítání lidu v letech 1869–1950 Poseč byl samostatnou obcí, se kterým patřil nejprve do okresu Karlovy Vary, ale v letech 1900–1930 v okrese Teplá a v roce 1950 v okrese Toužim. Od roku 1960 je částí obce Otročín v okrese Karlovy Vary.

## Pamětihodnosti

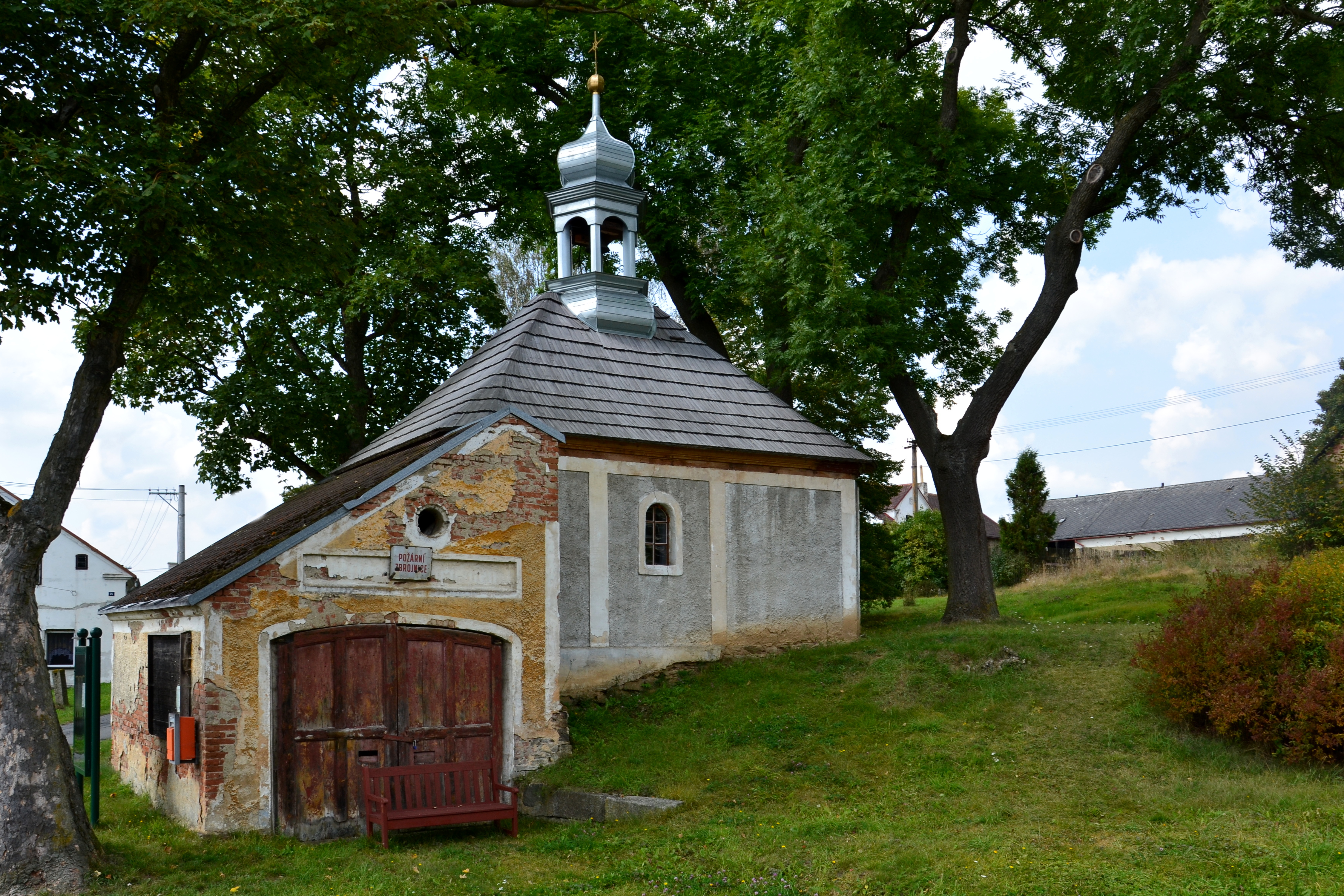
Kaple

- Kaplička